# Orgues volcaniques
Pour les articles homonymes, voir Orgue (homonymie).

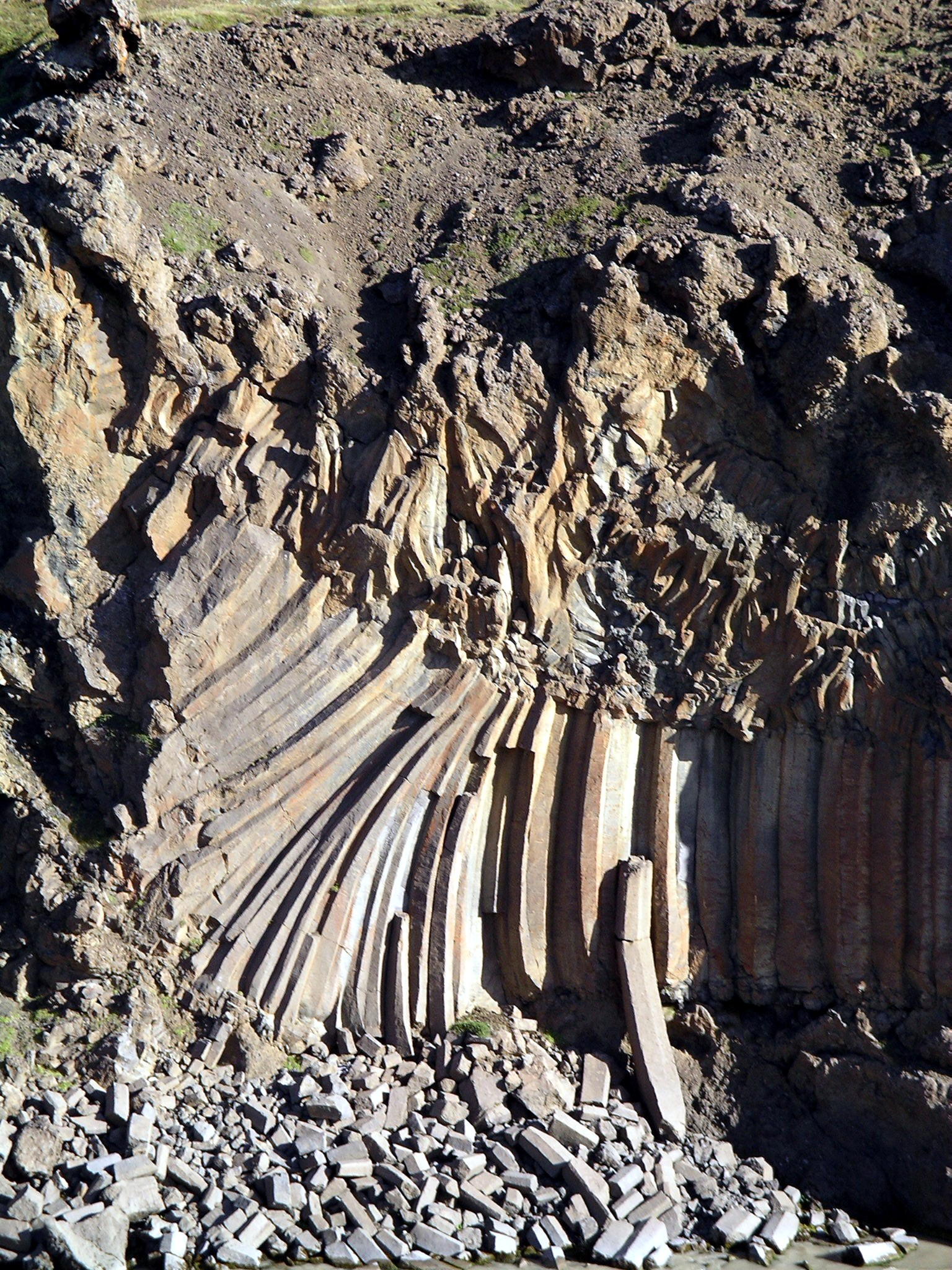
Une ancienne coulée érodée par le fleuve Skjálfandafljót en Islande.

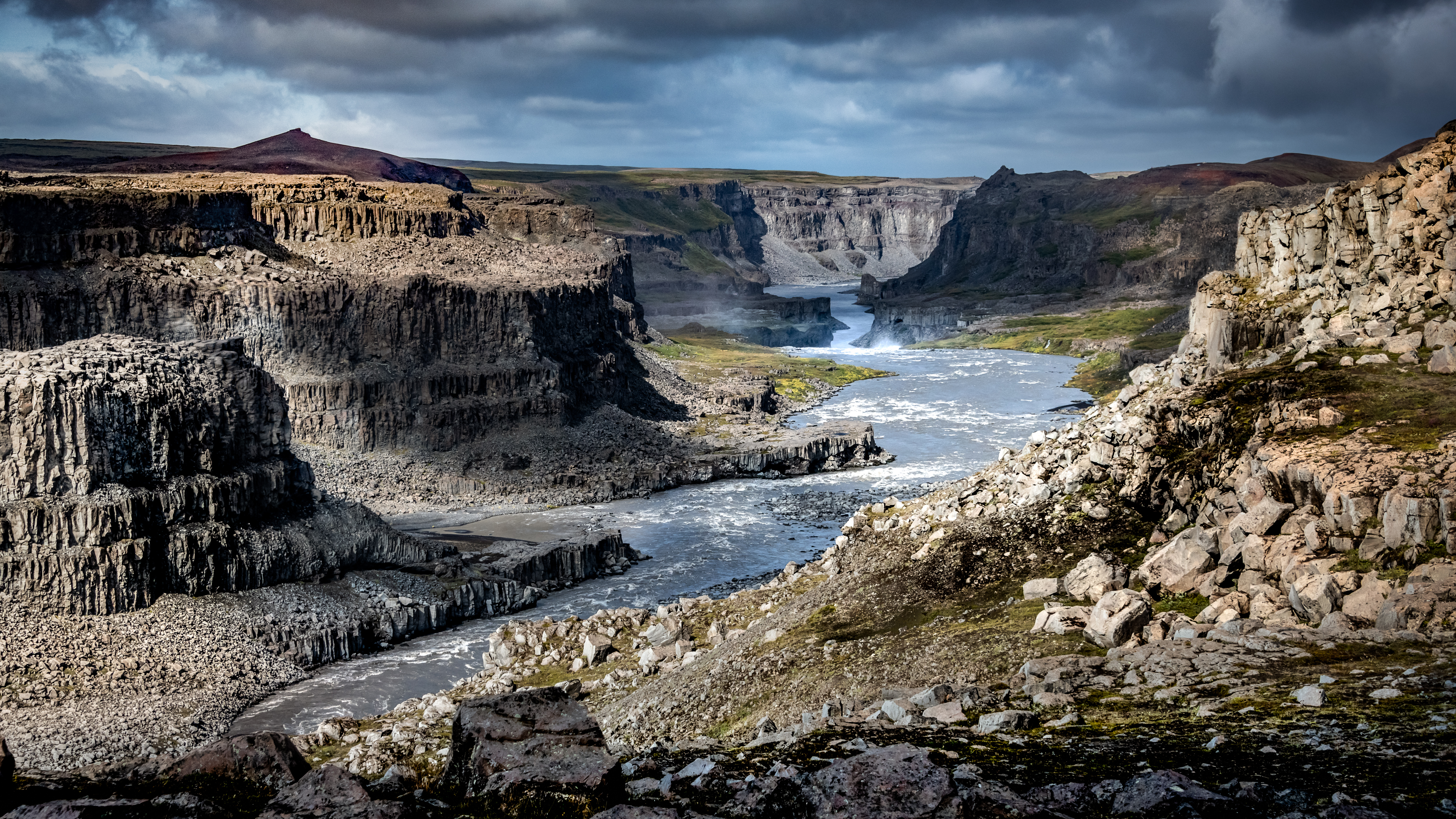
La vallée de sable noire de Sanddalur est entourée de falaises d'orgues de basalte qui présentent différentes figures de contraction thermique.

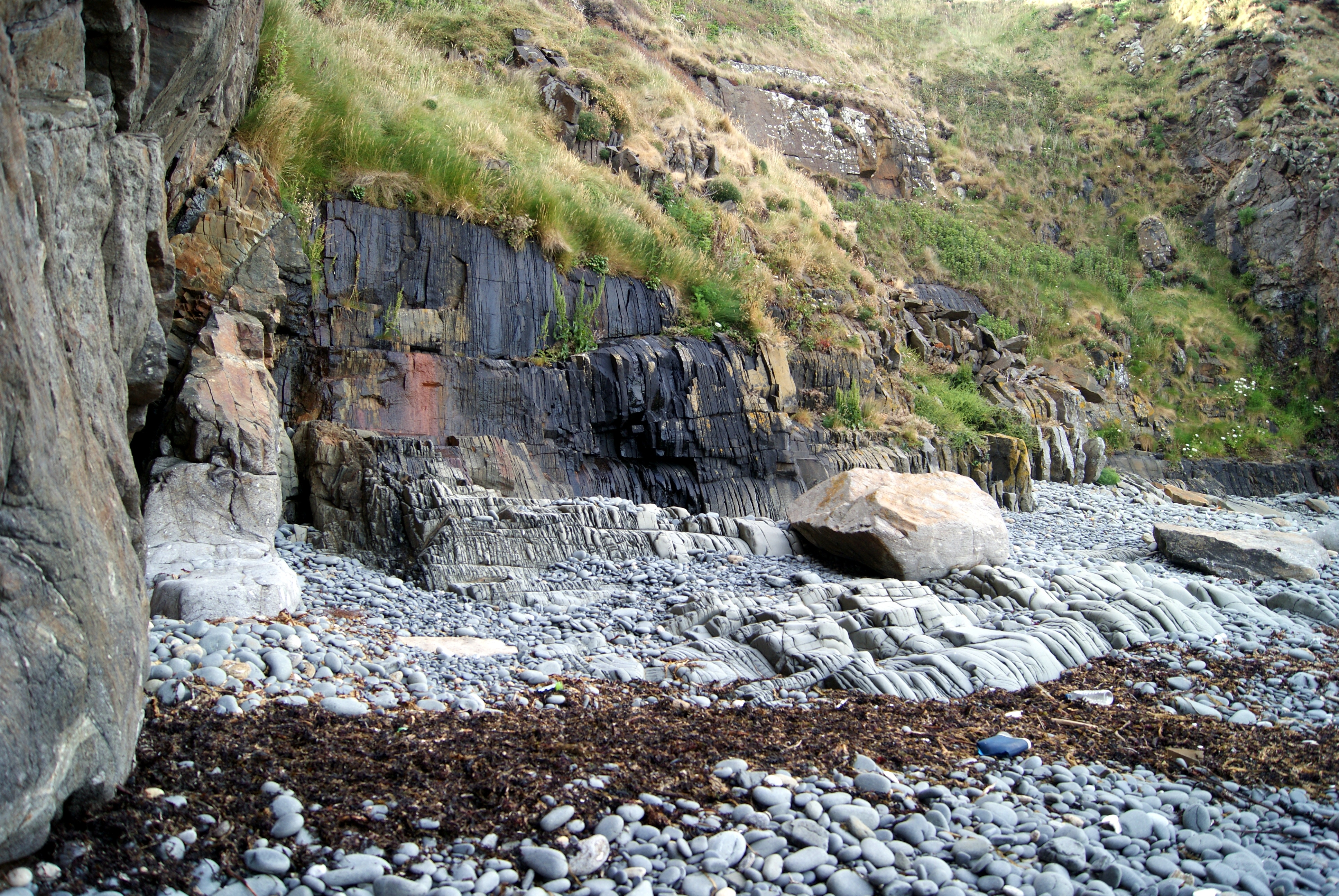
Les dykes doléritiques dans l'anse de Brenterc'h sont les témoins du début de la dislocation de la Pangée et de l'ouverture de l'océan Atlantique central lors de la mise en place de la province magmatique centre atlantique.

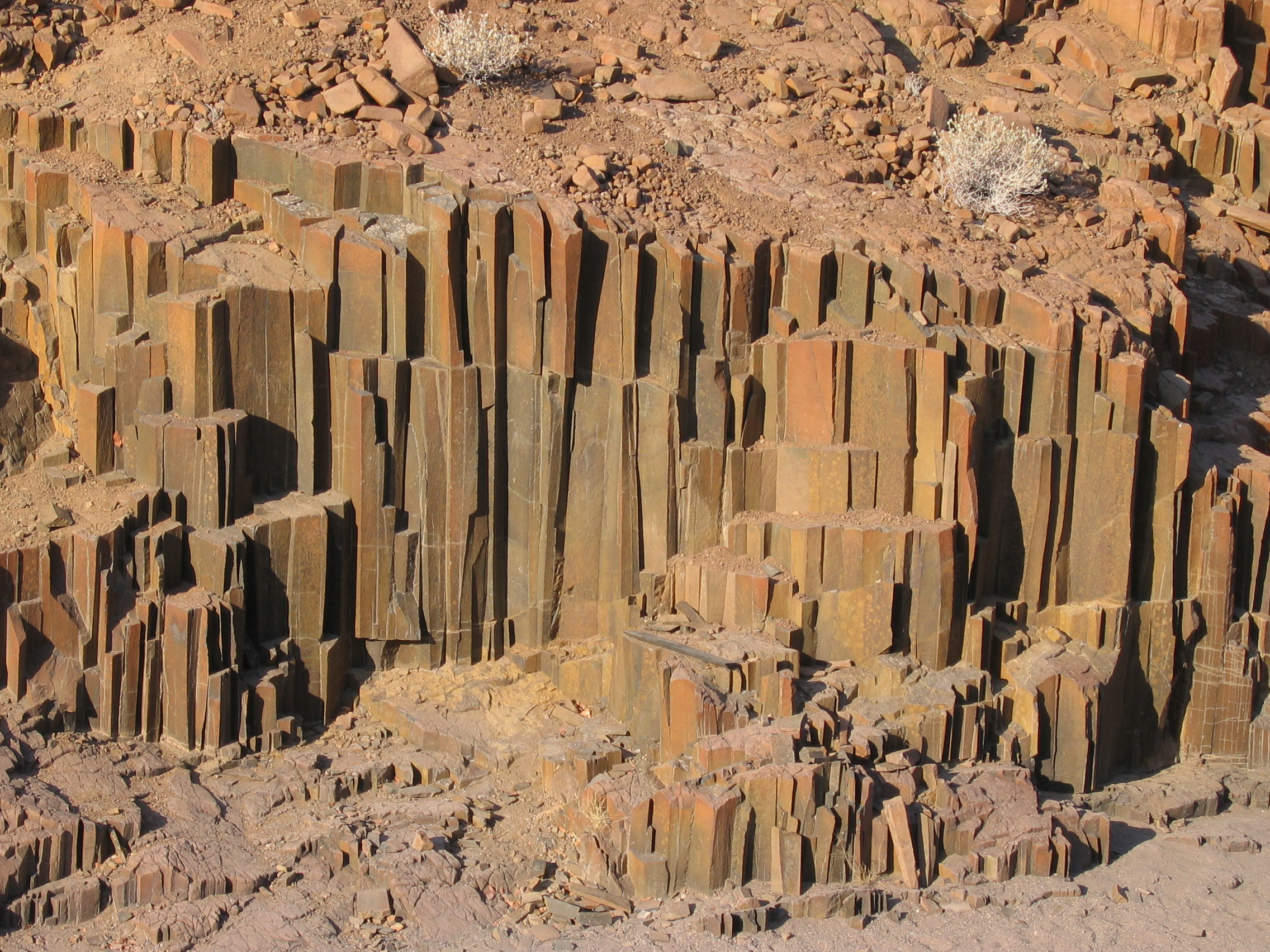
Orgues du Damaraland (Namibie).

Les orgues (par analogie avec l'instrument), appelées aussi orgues volcaniques ou (parfois improprement) orgues basaltiques ou colonnes basaltiques, sont des formations volcaniques composées de prismes plus ou moins réguliers, souvent divisés en articles par des cassures transversales, et développés dans des coulées de laves homogènes ou des filons volcaniques verticaux (dykes) ou horizontaux (sills).
Par extension, on qualifie souvent d'orgues basaltiques des formations volcaniques dont la composition n'est pas basaltique, par exemple en France les orgues de Bort et de la roche Sanadoire (constituées de phonolite).

## Origine
Le débit en prismes (en) résulte de la solidification et de la contraction thermique d'une coulée volcanique ou d'un filon se rétractant lors du refroidissement, quand ce dernier s'effectue de façon progressive et régulière. Ces prismes, constitués de roche volcanique (basalte, dolérite, andésite, dacite, rhyolite, etc.), sont en général perpendiculaires à la surface de la coulée ou aux épontes des filons, mais sont aussi parfois en gerbes radiales au niveau des ruptures de pente, des bouches d'émission, dans certaines extrusions, et dans des lacs de lave. Des facteurs intrinsèques (épaisseur, température et composition de la coulée) et extrinsèques (contrastes thermiques sol-coulée et air-coulée, topographie, climat) donnent des figures de contraction thermique variées, différentes de la base au sommet. Généralement, la partie inférieure des coulées, qui se refroidit ou s'assèche plus lentement, se fracture de la surface vers la profondeur sous forme de colonnades ou prismes sub-verticaux, le plus souvent à section hexagonale d'ordre décimétrique. Ces orgues volcaniques sont surmontées d'une zone de petits prismes moins réguliers (« faux prismes » de l'entablement) pouvant s'associer en gerbes, d'une zone de fausse colonnade et d'une surface scoriacée.

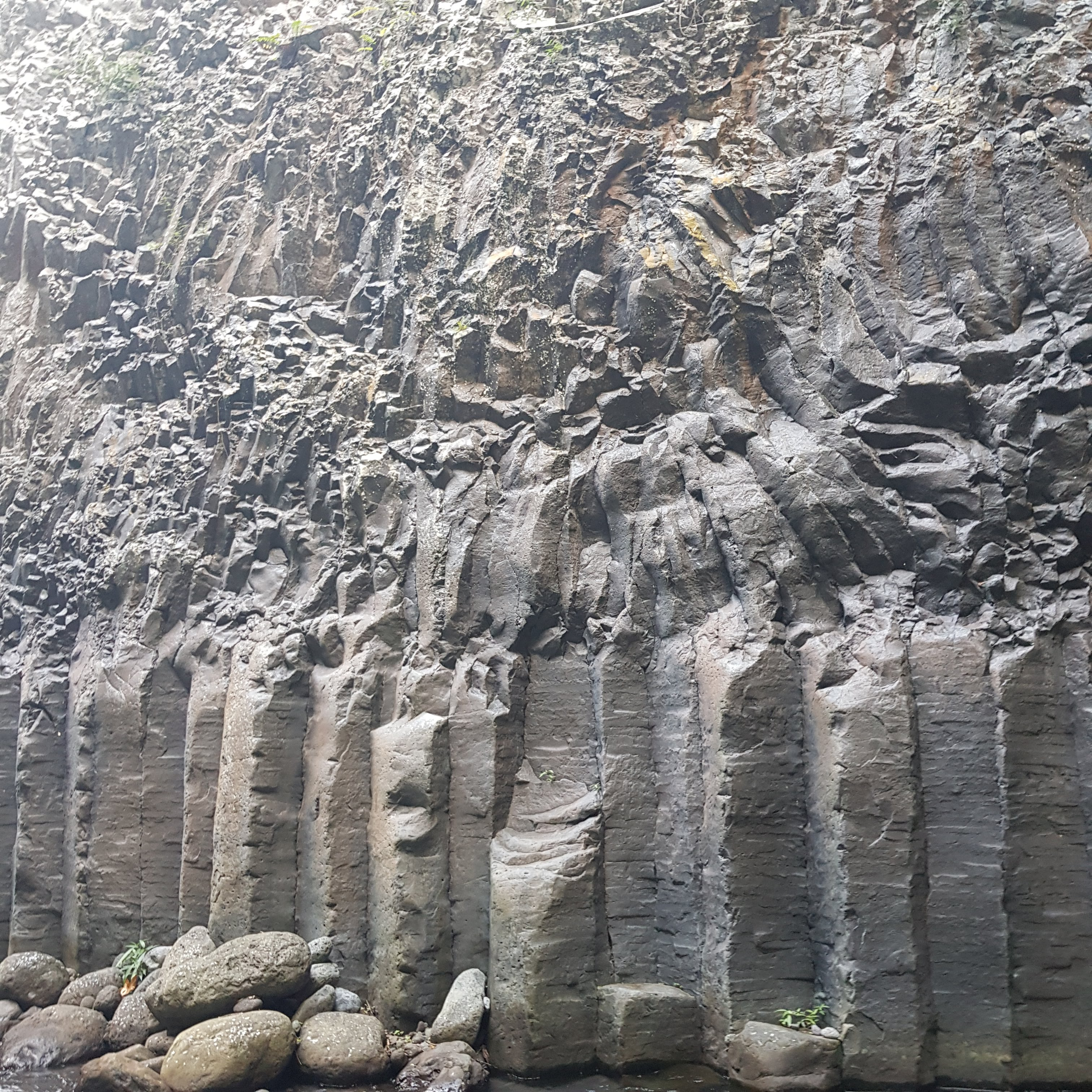
Orgues basaltiques dans le bras de la rivière de L'Entre-Deux.

La genèse des orgues a été mise en équation par Lucas Goehring et ses collègues de l'Université de Toronto. La loi d'échelle mise en évidence relie la largeur entre deux fissures aux propriétés du milieu et au flux de chaleur ou d'humidité. Elle est vérifiée avec un modèle basé sur de la fécule de maïs qui se comporte comme de la lave. La régularité des colonnes basaltiques de la Chaussée des Géants en Irlande du Nord serait ainsi due à une perte de chaleur constante.
Un parallèle génétique peut être proposé entre ces prismes de forme polygonale et les fentes de dessiccation dans la vase asséchée.

## Sites d'orgues volcaniques

### Afrique

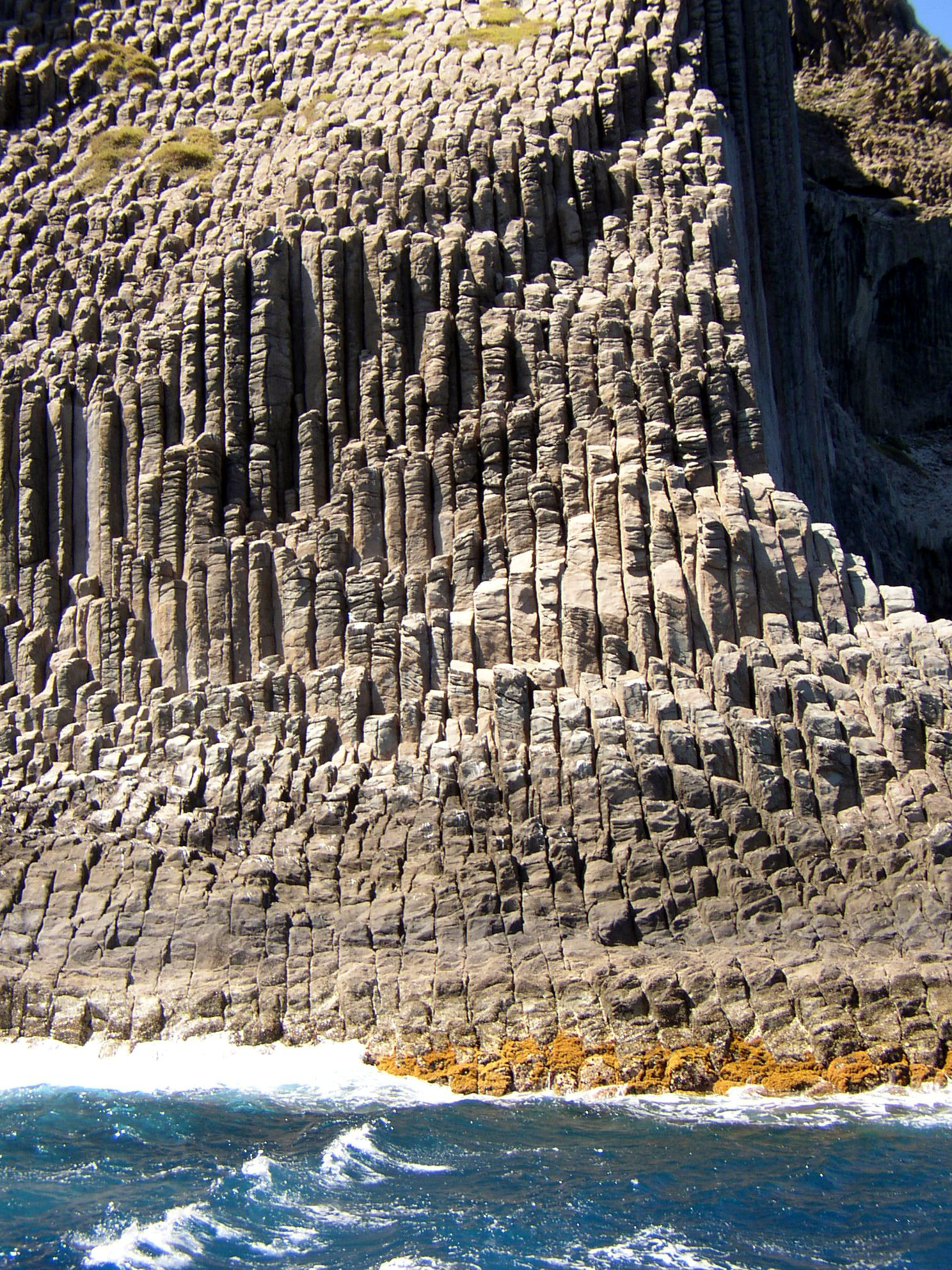
Los Organos, La Gomera, Îles Canaries.

- Los Organos, La Gomera, Îles Canaries ;
- Côte nord, Île de Madère ;
- Bugarama, Rwanda ;
- Organ pipes, Twyfelfontein, Namibie ;
- Cascade chutes Rochester, Île Maurice ;
- La Réunion :
  - Bras de la Plaine ;
  - Le Piton de la Fournaise ;
  - Bassin La Paix à Saint-Benoît ;
- Cap Masoala, Madagascar[5] ;
- Îles Mitsio, Madagascar[réf. nécessaire].

### Amérique
- Guadeloupe :
  - Pain de Sucre, Terre-de-Haut, Îles des Saintes ;
  - Cascade Paradis, Vieux-Habitants ;
- Martinique :
  - Îlet Piton, Baie du Robert ;
- Columbia River, Washington/Oregon, États-Unis ;
- Cascadas Los Tercios, Suchitoto, Salvador ;
- Los prismas basalticos de San Miguel Regla, Hidalgo, Mexique ;
- Devils Tower, Wyoming, États-Unis ;
- Cerro Kóî de Areguá, Paraguay.

### Asie
- Gorge de Garni, près d'Érevan, Arménie ;

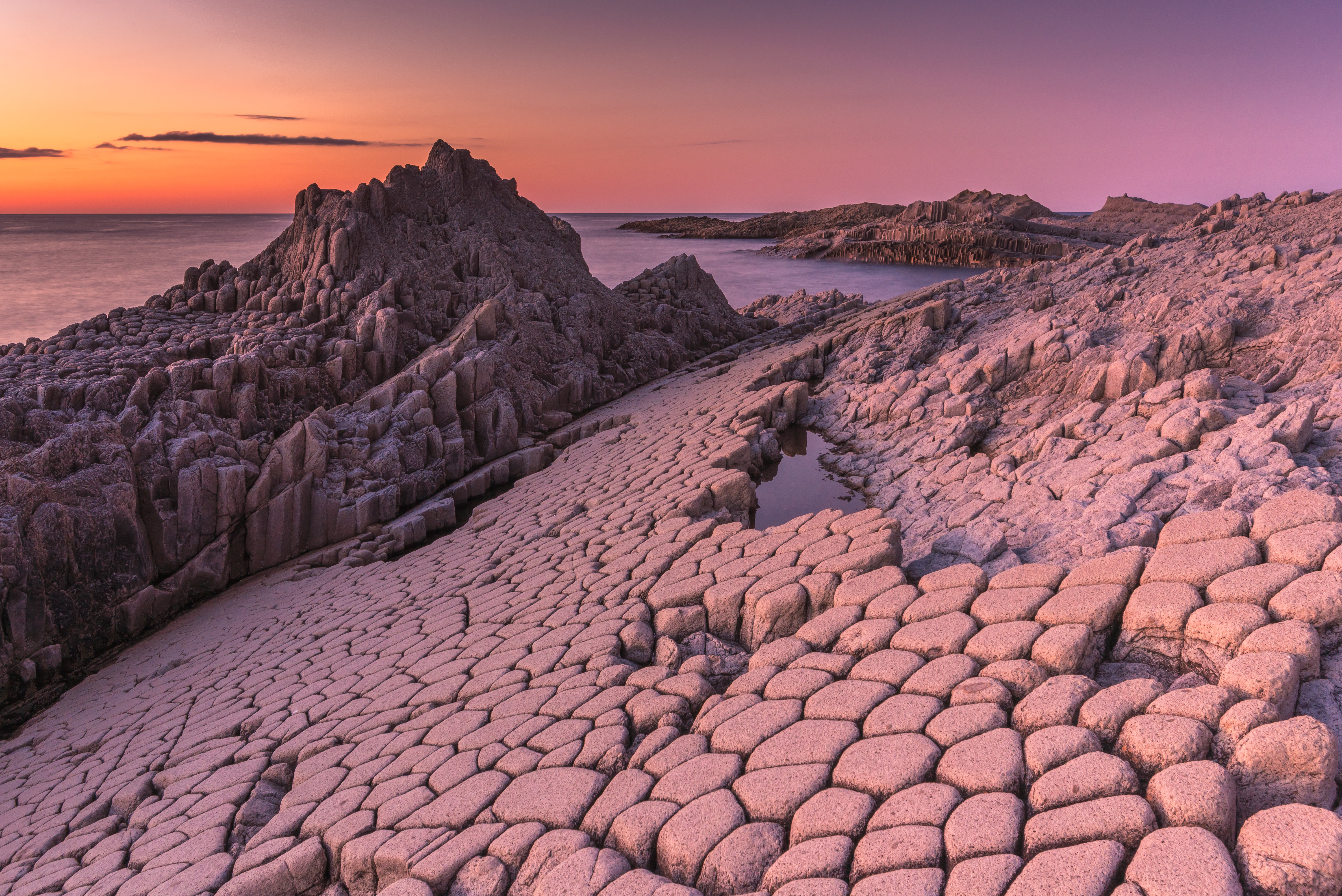
Orgues basaltiques au cap Stolbchaty dans l'ile de Kounachir en Russie. Septembre 2017.

- Site de Tsonjiyn chuluu, près de Delgereh, Mongolie ;
- Site de Jusangjeolli, au sud de l'île Jeju, Corée du Sud.

### Europe

#### Allemagne
- Bade-Wurtemberg :

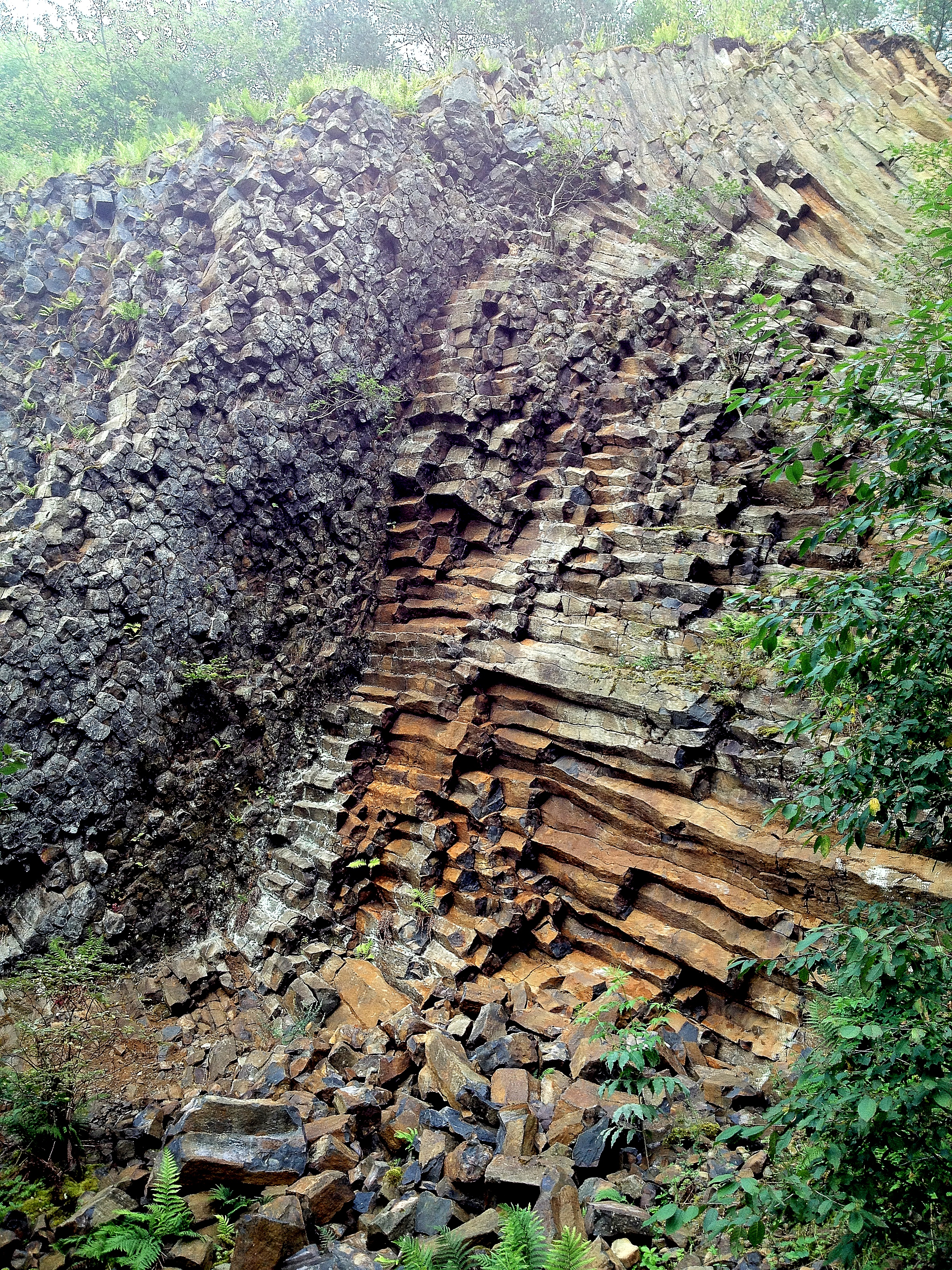
Orgues basaltiques dans la Rhön, nord de la Bavière (Allemagne).

  - Jura souabe, près du volcan souabe (Schwäbischer Vulkan) ;
  - Hegau ;
- Bavière :
  - Gangolfsberg ;
  - Kemnather Talkessel ;
  - Steinwald, partie nord ;
  - Parkstein ;
  - Rhön ;
  - Stoppelsberg ;
- Hesse :
  - Vogelsberg - le plus vaste massif basaltique en Europe centrale ;
  - Montagnes de Meissen ;
  - Odenwald, Katzenbuckel (on y trouve également de la basanite) ;
- Basse-Saxe :
  - Hoher Hagen, sud de la Basse-Saxe ;
- Saxe :
  - Scheibenberg dans les monts Métallifères occidentaux ;
  - Bärenstein dans les monts Métallifères occidentaux ;
  - Pöhlberg dans les monts Métallifères occidentaux ;
  - Geisingberg dans les monts Métallifères orientaux ;
  - Wilisch (Berg) dans les monts Métallifères orientaux ;
  - Le Burgberg de Stolpen dans le Elbsandsteingebirge ;
  - Lausitzer Bergland :
    - Landeskrone ;
    - Löbauer Berg ;
    - Kottmar ;
- Westerwald :
  - Région de Bad Marienberg (Westerwald) : le Basaltpark et Stöffel-Park ;
- Vulkaneifel ;
- Siebengebirge ;
- Sarre :
  - Hellerberg Freisen.

#### Danemark
- Îles Féroé.

#### Espagne
- Fruiz au Pays basque.

#### France
- Alpes :

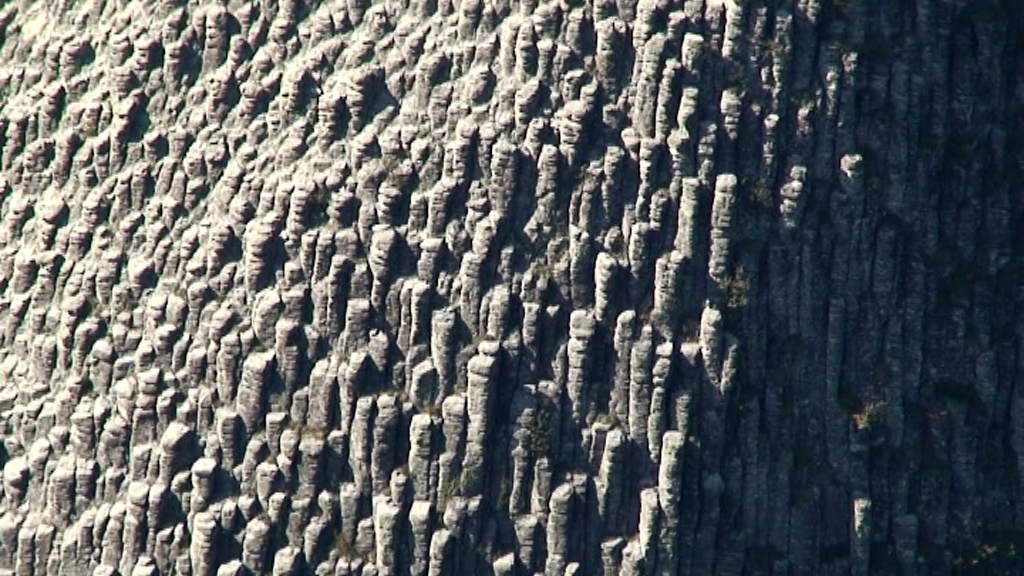
Orgues de la Roche Tuilière (massif du Sancy, Auvergne)

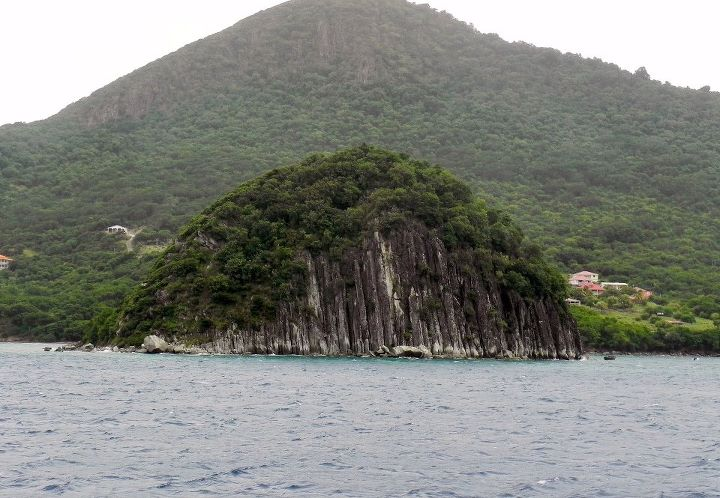
Orgues basaltiques du Pain de Sucre, les Saintes, Antilles françaises

  - Orgues de la Pointe Nègre (Six-Fours-les-Plages, Var)[6] ;

- Massif armoricain :
  - Lave datant de l'Ordovicien à la pointe de Lostmarc'h (Crozon) ;

- Massif central :
  - Vallée du Lignon (Jaujac, Ardèche) ;
  - Tour de Mirabel (Mirabel, Ardèche) ;
  - Cascade du Ray-Pic (Péreyres, Ardèche) ;
  - Cascade du Déroc (Nasbinals, Lozère) ;
  - L'échelle du roi et de la reine (Thueyts, Ardèche) ;
  - Orgues basaltiques de Saint-Flour (Cantal) ;
  - Orgues de Bort (Bort-les-Orgues, Corrèze) ;
  - Monts Ramus (Saint-Thibéry, Hérault)[7] ;
  - Orgues basaltiques du Pay (Cezay, Loire) ;
  - Orgues de Palogneux (Loire) ;
  - Orgues d'Espaly-Saint-Marcel (Haute-Loire) ;
  - Orgues de Monistrol (Monistrol-d'Allier, Haute-Loire) ;
  - Orgues du Mont Redon (Aydat, Puy-de-Dôme) ;
  - Orgues des Aiguilles du Diable au Puy de Sancy (Mont-Dore, Puy-de-Dôme) ;
  - Roche Sanadoire (Orcival, Puy-de-Dôme) ;
  - Roche Tuilière (Rochefort-Montagne, Puy-de-Dôme) ;
  - Le volcan du Montpeloux (Saillant, Puy-de-Dôme) ;
  - Orgues d'Usson (Puy-de-Dôme) ;
  - Orgues basaltiques dans le parc du moulin à papier de Richard-de-bas (Puy-de-Dôme,63, France)  Orgues basaltiques de Richard-de-bas .

- Corse :

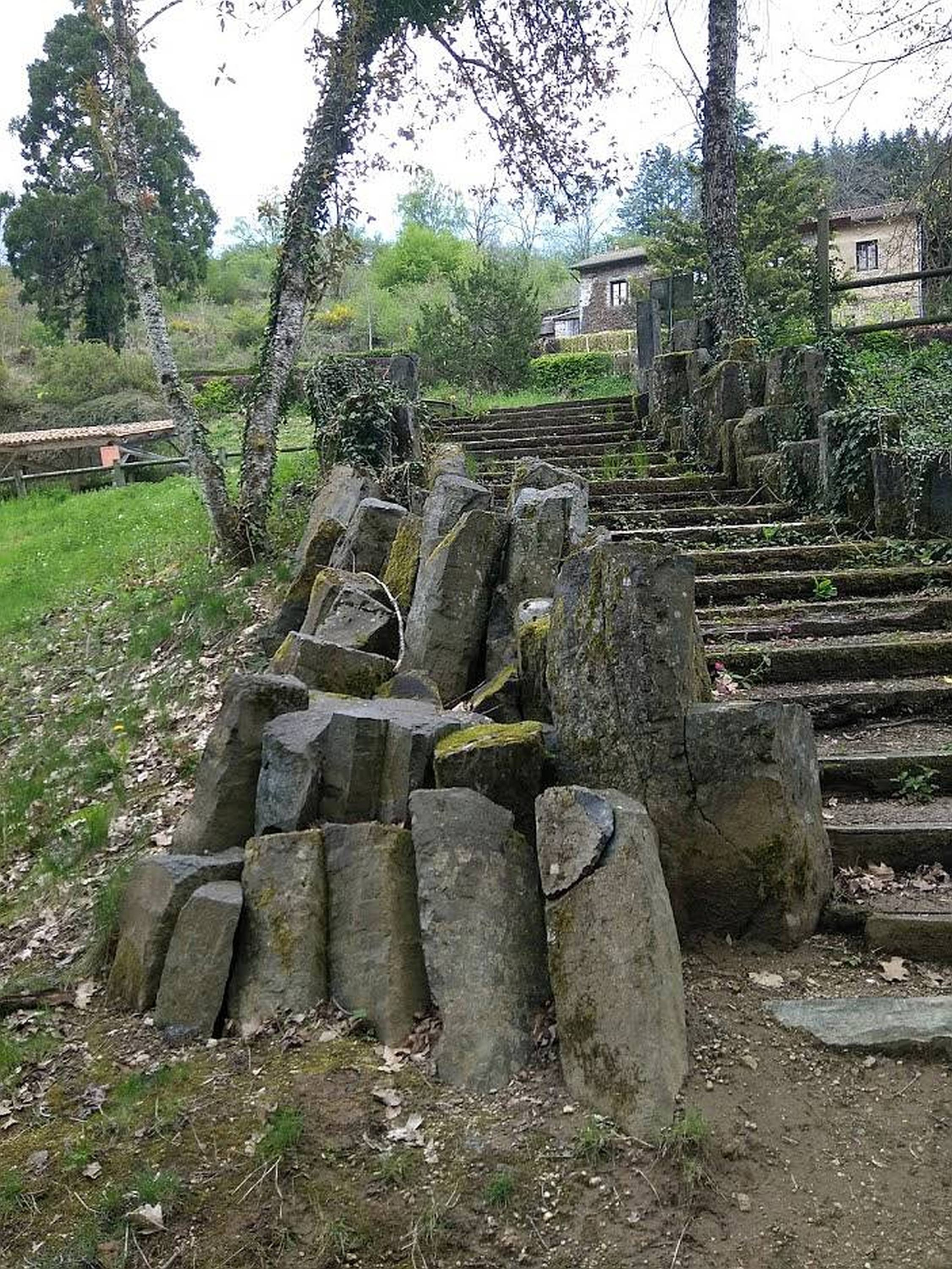
Orgues basaltiques de Richard-de-bas

  - Orgues de Punta Palazzu, Réserve naturelle de Scandola (Corse)[8] ;

- Massif des Vosges :
  - Orgues du Rossberggesick (Wegscheid, Haut-Rhin)[9].

#### Hongrie
- Celldömölk.

#### Islande
- Reynisfjara ;
- Litlanesfoss ;
- Dverghamrar ;
- Kirkjugólf ;
- Svartifoss ;
- Jökulsárgljúfur ;
- Aldeyjarfoss ;
- falaises littorales à Arnarstapi.

#### Italie
- Aci Castello, lave de l'Etna ;
- Gorges de l'Alcantara, Sicile, Italie ;
- Pietre lanciate (it) (« Pierres jetées »), près de Bolsena (province de Viterbe).
- Orgues de Guspini (Cuccur'e Zeppara), Sardaigne, Italie ;

#### Pologne

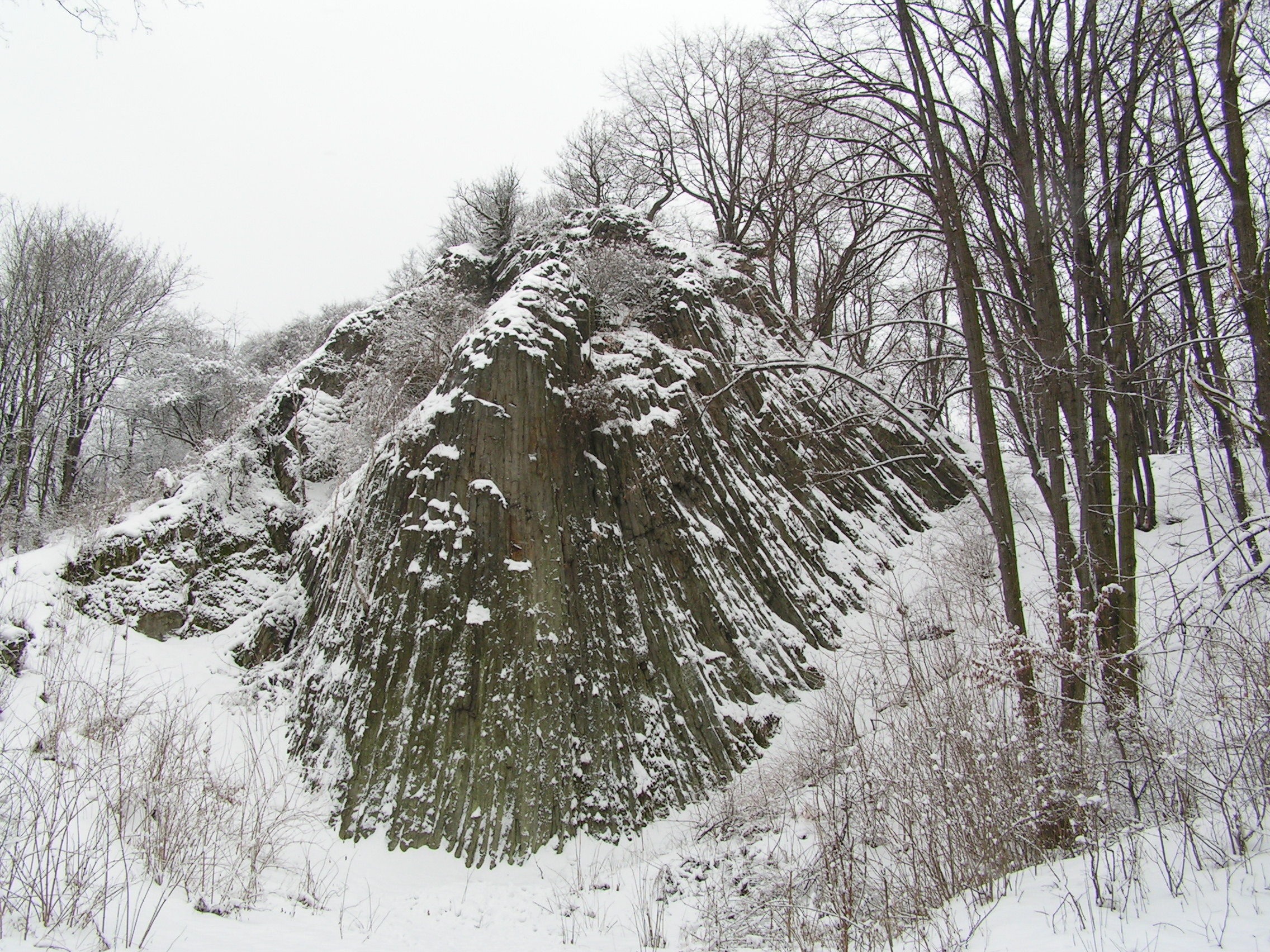
Małe Organy Myśliborskie

- Małe Organy Myśliborskie à Myślibórz, Voïvodie de Basse-Silésie (monument naturel).

#### Royaume-Uni
- Grotte de Fingal, sur l'île de Staffa (Écosse) ;

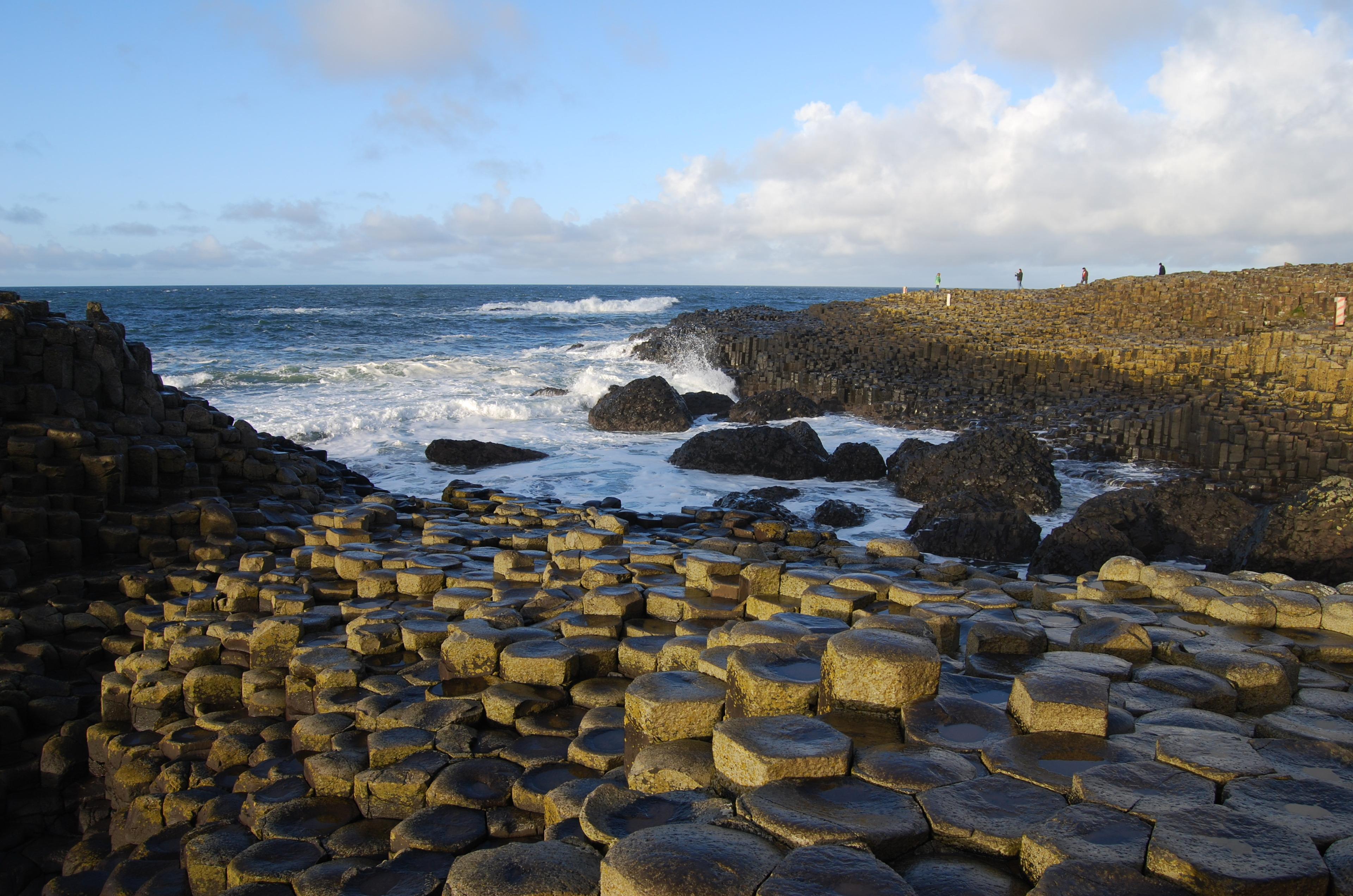
La Chaussée des Géants

- La Chaussée des Géants (Irlande du Nord).

#### Tchéquie
- Böhmisches Mittelgebirge (České středohoří) ;
- Duppauer Gebirge (Doupovske hory) ;
- Lausitzer Gebirge (Luzicke hory) ;
- Réserve naturelle de Ryžovna.

### Océanie
- Site de Fingal Head, près de Coolangatta, Nouvelle-Galles du Sud, Australie ;
- Nan Madol, une ville en ruine des États fédérés de Micronésie construite notamment avec des tronçons d'orgues basaltiques.

### Sites extraterrestres
Plusieurs affleurements d'orgues basaltiques ont été découverts sur la planète Mars par la caméra HiRISE du Mars Reconnaissance Orbiter, notamment dans Marte Vallis (en).